# Трьохперка
Трьохперка (Tripterygion) — рід риб родини Трьохперкових (Tripterygiidae). Існує з пізнього міоцену.
Деякі рибки, що мешкають на глибині понад 10 м, мають видоспецифічні флуоресцентні маркери, що світяться червоним кольором. Світло червоного спектру туди майже не проникає, тому такі плями добре помітні. Так, у самців і самиць трьохперки чорноголової є флуоресцентне кільце навколо ока, причому інтенсивність його світіння вони можуть довільно міняти — так рибки можуть бути то більше, то менш помітні[.
Але не було відомо, чи можуть самі трьохперки сприймати цей колір, — адже тварини, що зазвичай мешкають на глибині, погано розрізняють рідкісний тут червоний колір. В ході експериментів з'ясувалося, що трьохперки, в умовах природного для них освітлення, сприймають червону флуоресценцію, і навіть краще за деякі інші кольори. Тому флуоресцентні маркери можуть використовуватися трьохперками для упізнання особин свого виду.

## Види
Рід містить чотири види:
- Tripterygion delaisi Cadenat & Blache, 1970
- Tripterygion melanurus Guichenot, 1850
- Tripterygion tartessicum Carreras-Carbonell, Pascual & Macpherson, 2007
- Трьохперка чорноголова (Tripterygion tripteronotum (Risso, 1810))